# Акія (дочка Перісада I)
Акія (дав.-гр. Ακις; 370-ті до н.е. — друга половина IV ст. до н. е.) — боспорська аристократа, дочка Перісада I правителя Боспорської держави та Комосарії. Згадується у двох посвятах богам з Боспору.

## Біографія
Акія була дочкою архонта Боспору Перісада I. Висловлювалася думка, що вона була його старшою дитиною. Виходячи з того, що Акія була одружена під час правління діда, Левкона I, її народження датують 370-ми роками до н. е.. Ім'я матері не збереглося, але припускають що це була Комосарія — єдина відома з джерел дружина Перісада I. Акія була одружена з Демофонтом, сином Ергіна. Негрецький патронім її чоловіка вказує на варварське походження Демофонта. Припускають що він походив з еллінізованої верхівки сіндів або меотів. Юлій Марті вважав Демофонта представником заможної торгової аристократії Боспору. Проаналізувавши місця знаходження посвят, дослідники дійшли висновку, що Акія мешкала у Гермонассі.
Ім'я Акія дуже рідкісне та скоріш за все негрецького, варварського, походження. Так Яйленко вважав його малоазійським. Окрім дочки Перісада, відома лише одна носійка цього імені. Це Акія, дочка Герона, котра жила на межі IV—III сторічь до н. е. у Херсонесі Таврійському. За межами Північного Причорномор'я це слово зустрічається лише раз, у шкільному диктанті з Аттики.

## Написи

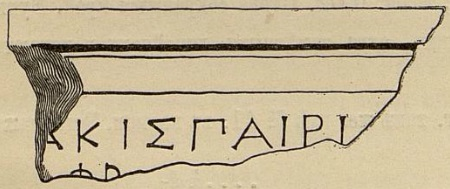
Посвята Афродиті з Гермонасси

Єдині джерела, з яких відома Акія, — це два посвятних напис богам та напис на посудині. Перший відомий напис був знайдений у Тамані на приватному подвір'ї. У березні 1905 року С. Головлев придбав уламок мармурового п'єдесталу з написом для Керченського музею. У самому написі Акія, дочка Перісада робить посвяту Афродіті.
Текст напису:

Акія, дочка Перісада, посвятила Афродиті…
Оригінальний текст (д.-гр.)
[Ἄ]κις Παιρι[σάδεος ἀνέθηκεν
Ἀ]φρ[οδίτηι]---.

Другий напис був знайдений також у Тамані, неподалік від колишньої турецької фортеці, поблизу розкопу Пуленцова 11 квітня 1926 року. У ньому Демофонт, син Ергіна за свою жінку Акію зробив посвяту Аполлону Лікарю.
Текст напису:

Демофонт, син Ергіна, посвятив за свою дружину Акію Аполону Лікарю за Левкона, архонта Боспора та Феодосії і басилевса синдів, торетів, дандаріїв та псессів.
Оригінальний текст (д.-гр.)
Δημοφῶν Ἐργίνο ἀνέθηκεν ὑπέρ τῆς γυναικός
Ἄκιος Απόλλωνι Ἰητρῶι ἄρχοντος Λεύκωνος
Βοσπόρο καί Θευδοσίης καί βασιλεύοντος
Σίνδων καί Τορετῶν καί Δανδαρίων καί Ψησσῶν.

Юлій Марті першим висловив думку, що ці написи стосуються однієї людини. Однак не всі дослідники з цим погоджуються. Так редактори «Лексикону грецьких власних імен» відносять ці написи до різних Акій.
Також відомий напис дав.-гр. Άκις на дні чорнолакової закритої посудини, яка зберігається у Керченському музеї. Припускають, що вона належала дочці Перісада.